# Leslie Turiaf
Leslie Turiaf est une joueuse française de volley-ball née le 15 mai 1986 à Grand-Bourg de Marie-Galante (Guadeloupe). Elle mesure 1,83 m et joue attaquante. Elle totalise 33 sélections en équipe de France.

## Clubs
| Club                    | Pays   | De        | À         |
| ----------------------- | ------ | --------- | --------- |
| RC Cannes               | France | 2005-2006 | 2008-2009 |
| Venelles VB             | France | 2009-2010 | 2009-2010 |
| ES Le Cannet-Rocheville | France | 2010-2011 | …         |

## Palmarès
- Championnat de France (4)
  - Vainqueur : 2006, 2007, 2008, 2009
- Coupe de France (4)
  - Vainqueur : 2006, 2007, 2008, 2009
  - Finaliste :  2011